# Синеголовый каменный дрозд
Синеголовый каменный дрозд (лат. Monticola cinclorhyncha) — вид птиц из семейства мухоловковых (Muscicapidae).

## Описание
Длина синеголового каменного дрозда в среднем примерно 19 см, а масса от 29 до 41 грамма.
У самцов синяя голова. По бокам головы проходят чёрные полосы. Брюшная сторона тела каштаново-коричневая. Крылья чёрно-синего цвета, с белым пятном на обоих крыльях. Самка бурая, с белыми пестринами на брюшной стороне тела.

## Распространение
Этот вид гнездится в предгорьях Гималаев и зимует в горных лесах Южной Индии. Зимой он встречается на всей территории Пакистана, Бангладеш, в некоторых частях Мьянмы и Индии, особенно в регионе Западных Гат. А также встречается на территории Бутана.
Летом синеголовый каменный дрозд встречается в сосновых лесах и горных склонах. Зимой встречается в густых кронах лесов.